# AUTSAT 1
AUTSAT 1 (acronyme de Amirkabir University of Technology Satellite) ou Payam-e Amirkabir est un satellite expérimental de fabrication iranienne lancé le 15 janvier 2019 par une fusée Simorgh. Le lancement a échoué à la suite d'une défaillance du troisième étage du lanceur. 

## Contexte
Ce petit satellite d'observation de la Terre expérimental de 90 kg disposait d'une caméra devant fournir des images permettant d'évaluer les dommages dus à un tremblement de terre, une inondation ou une autre catastrophe naturelle ainsi qu'analyser les cultures agricoles. Il devait être placé sur une orbite héliosynchrone de 660 km. Le satellite était construit par les étudiants de l'Université de technologie Amirkabir (en). Un budget de 10 millions US$  a été alloué au projet.

## Caractéristiques techniques
Ce micro-satellite d'observation de la Terre expérimental a une masse de 90 kilogrammes et a une forme cubique avec des dimensions de 55 x 60 x 50 centimètres. Il est alimenté en énergie par des cellules solaires qui recouvre le corps du satellite. Son principal instrument est une caméra fournissant des images avec une résolution spatiale de 40 mètres. Le satellite est conçu pour une durée de vie de 3 à 5 ans,.